# هاووزلو (یوسف‌علی)
هاووزلو (به ترکی استانبولی: Havuzlu) یک منطقهٔ مسکونی در ترکیه است که در یوسف‌علی واقع شده‌است. هاووزلو ۸۵ نفر جمعیت دارد.